# Бусрокур
Бусроку́р (фр. Bousseraucourt) — коммуна во Франции, находится в регионе Франш-Конте. Департамент — Верхняя Сона. Входит в состав кантона Жюсе. Округ коммуны — Везуль.
Код INSEE коммуны — 70091.

## География

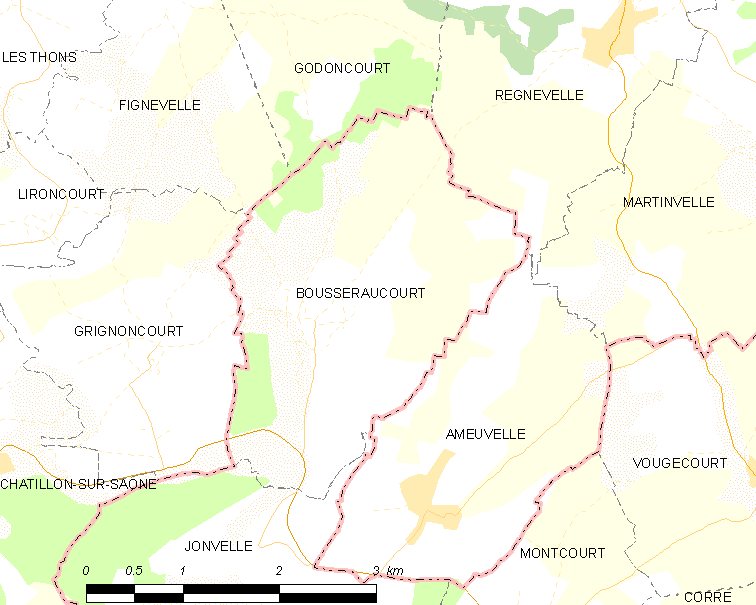
Карта коммуны

Коммуна расположена приблизительно в 290 км к востоку от Парижа, в 85 км севернее Безансона, в 45 км к северо-западу от Везуля.
Вдоль небольшого участка южной границы коммуны протекает река Сона.

## Население
Население коммуны на 2010 год составляло 57 человек.
| 1962 | 1968 | 1975 | 1982 | 1990 | 1999 | 2010 |
| ---- | ---- | ---- | ---- | ---- | ---- | ---- |
| 144  | 125  | 87   | 78   | 69   | 59   | 57   |

## Администрация
| Период | Период | Фамилия        | Партия | Примечания |
| ------ | ------ | -------------- | ------ | ---------- |
| 1945   | 1968   | Поль Ришар     |        |            |
| 1968   | 1983   | Жак Гонзалес   |        |            |
| 1983   | 1989   | Леон Мишальски |        |            |
| 1989   | 2014   | Ноэль Фенуйо   |        |            |

## Экономика
В 2010 году среди 35 человек трудоспособного возраста (15—64 лет) 21 были экономически активными, 14 — неактивными (показатель активности — 60,0 %, в 1999 году было 58,1 %). Из 21 активных жителей работали 21 человек (12 мужчин и 9 женщин), безработных не было. Среди 14 неактивных 1 человек был учеником или студентом, 9 — пенсионерами, 4 были неактивными по другим причинам.